# NGC 7208
NGC 7208 is een lensvormig sterrenstelsel in het sterrenbeeld Zuidervis. Het hemelobject werd op 28 september 1834 ontdekt door de Britse astronoom John Herschel.

## Synoniemen
- ESO 467-10
- MCG -5-52-32
- AM 2205-291
- IRAS 22055-2917
- PGC 68120